# Ichthydium maximum
Ichthydium maximum är en djurart som tillhör fylumet bukhårsdjur, och som beskrevs av A. Greuter 1917. Ichthydium maximum ingår i släktet Ichthydium och familjen Chaetonotidae. Inga underarter finns listade i Catalogue of Life.